# Калестано
Калестано (итал. Calestano) —  коммуна в Италии, расположена в области Эмилия-Романья, подчиняется административному центру Парма.
Население составляет 1811 человек, плотность населения составляет 32 чел./км². Занимает площадь 57 км². Почтовый индекс — 43030. Телефонный код — 0525.
Покровителем коммуны почитается священномученик Лаврентий, архидиакон.

## Галерея

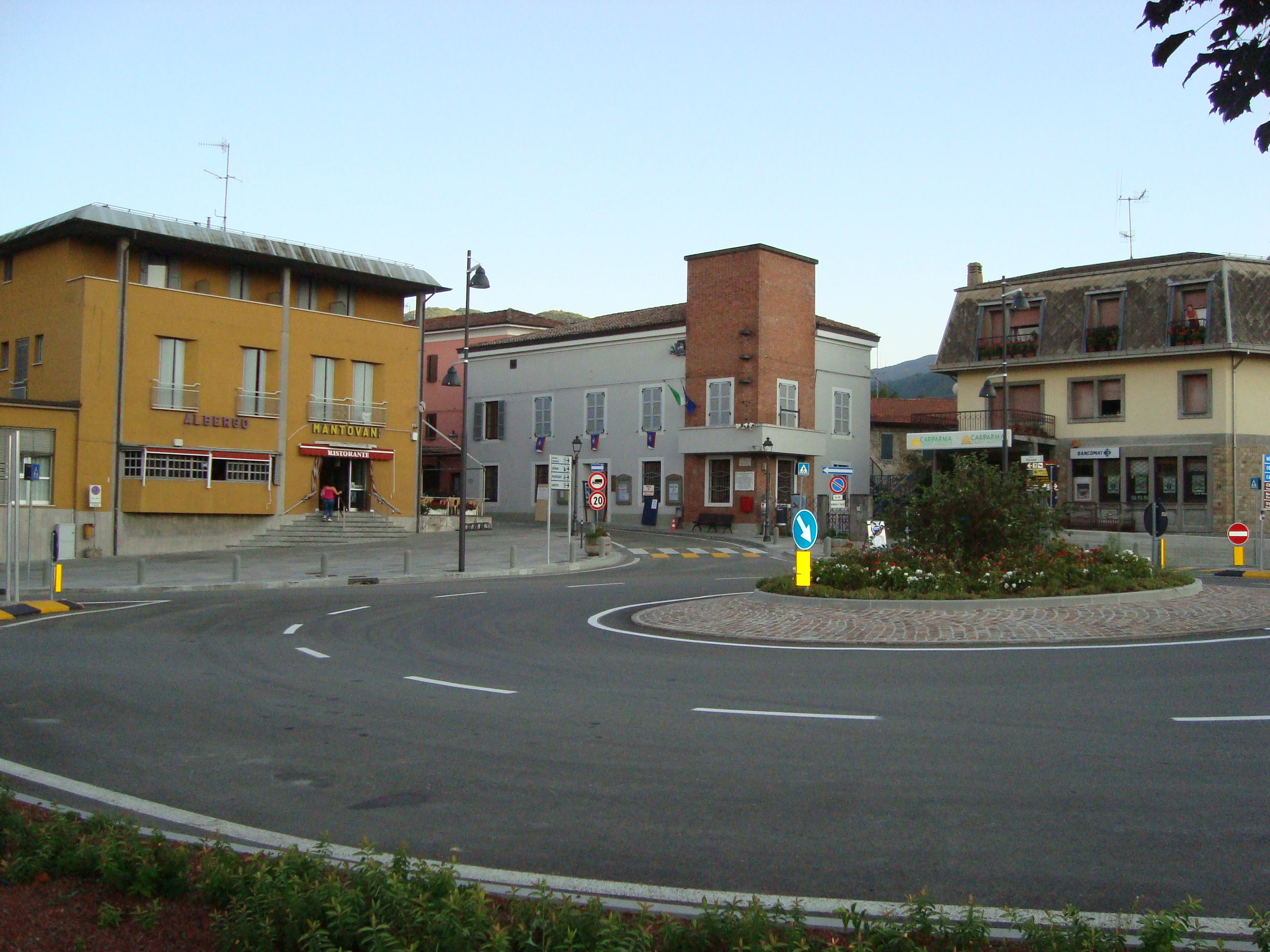
L'ingresso del paese
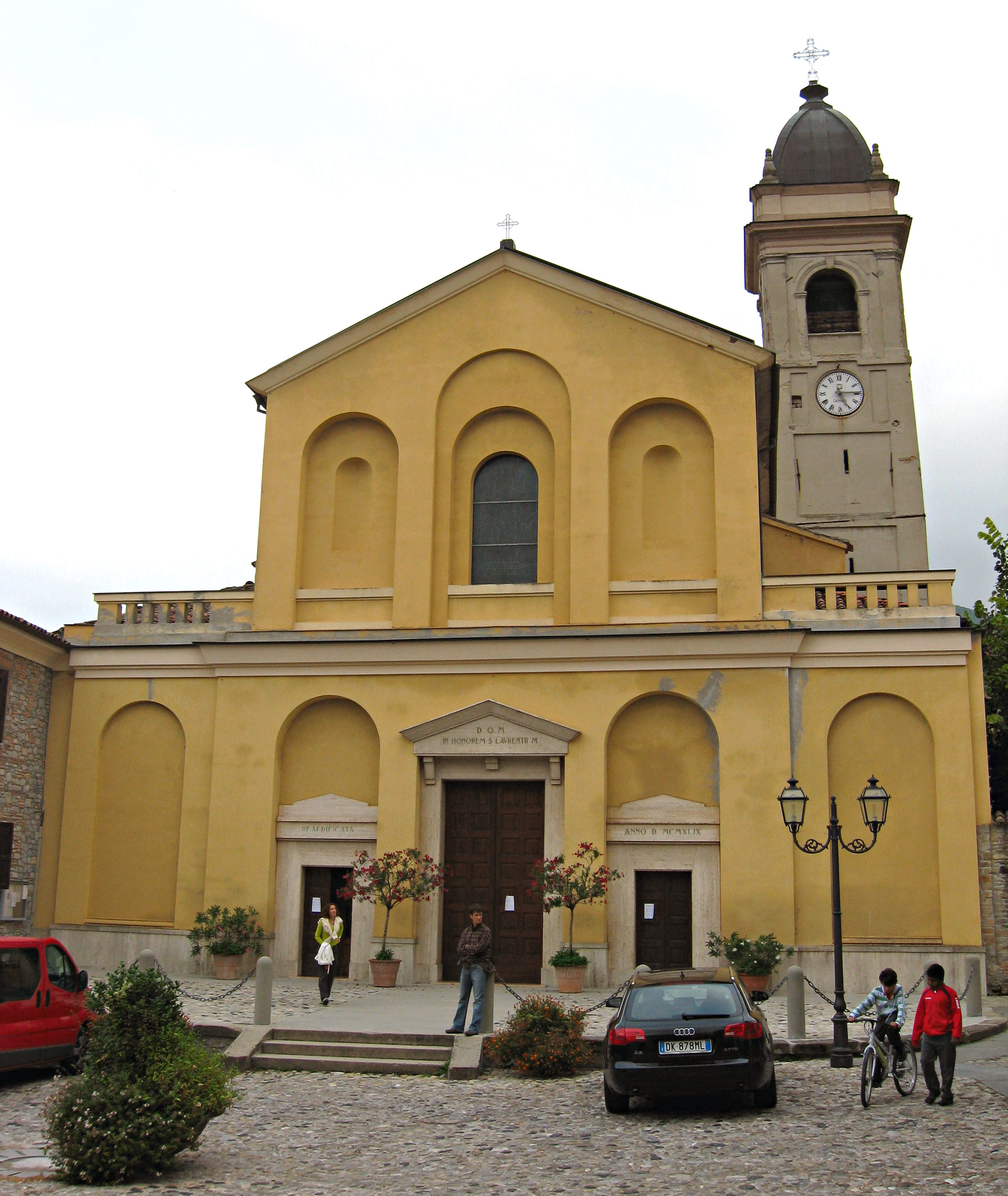
Главный храм
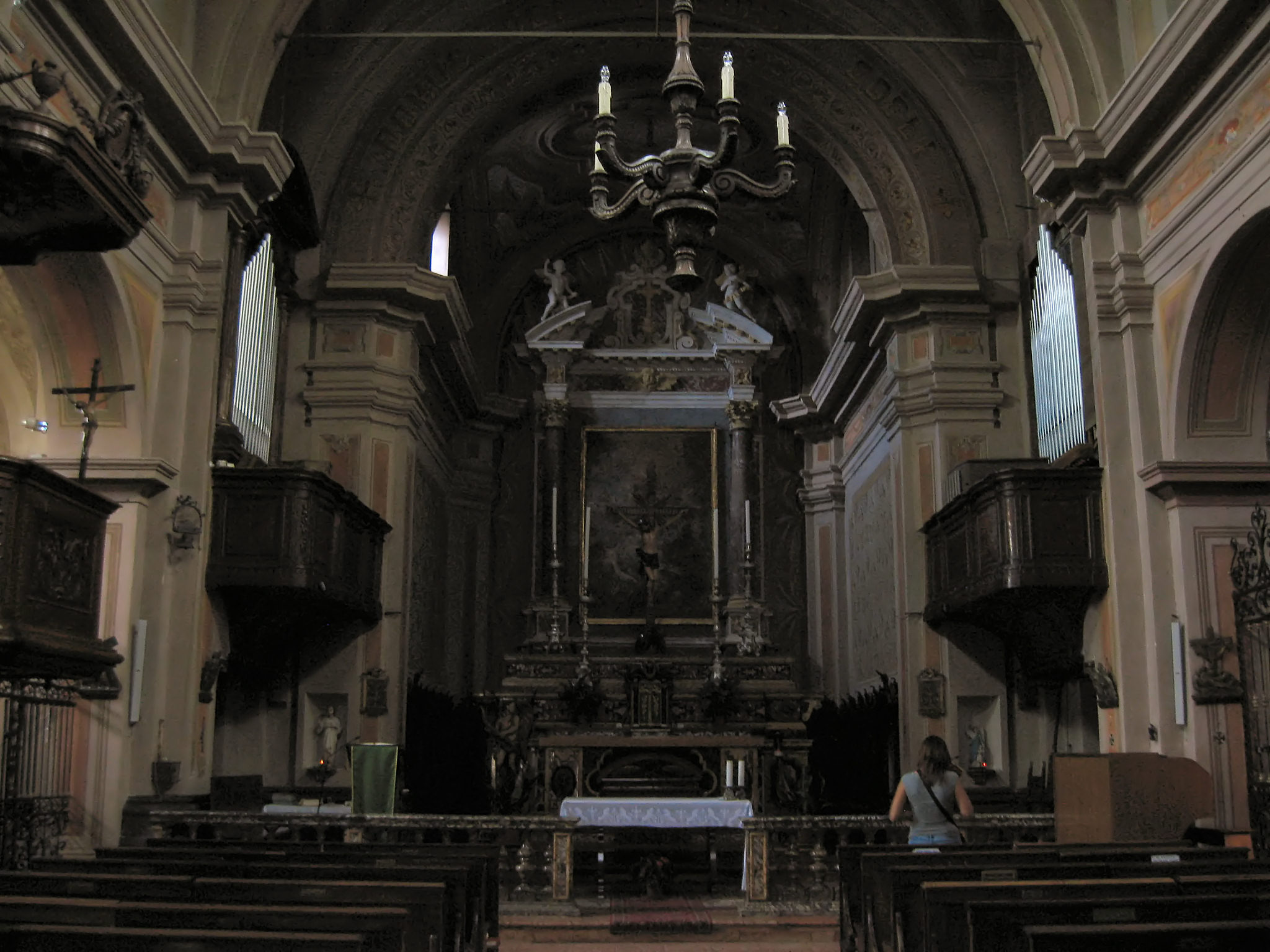
Внутри храма
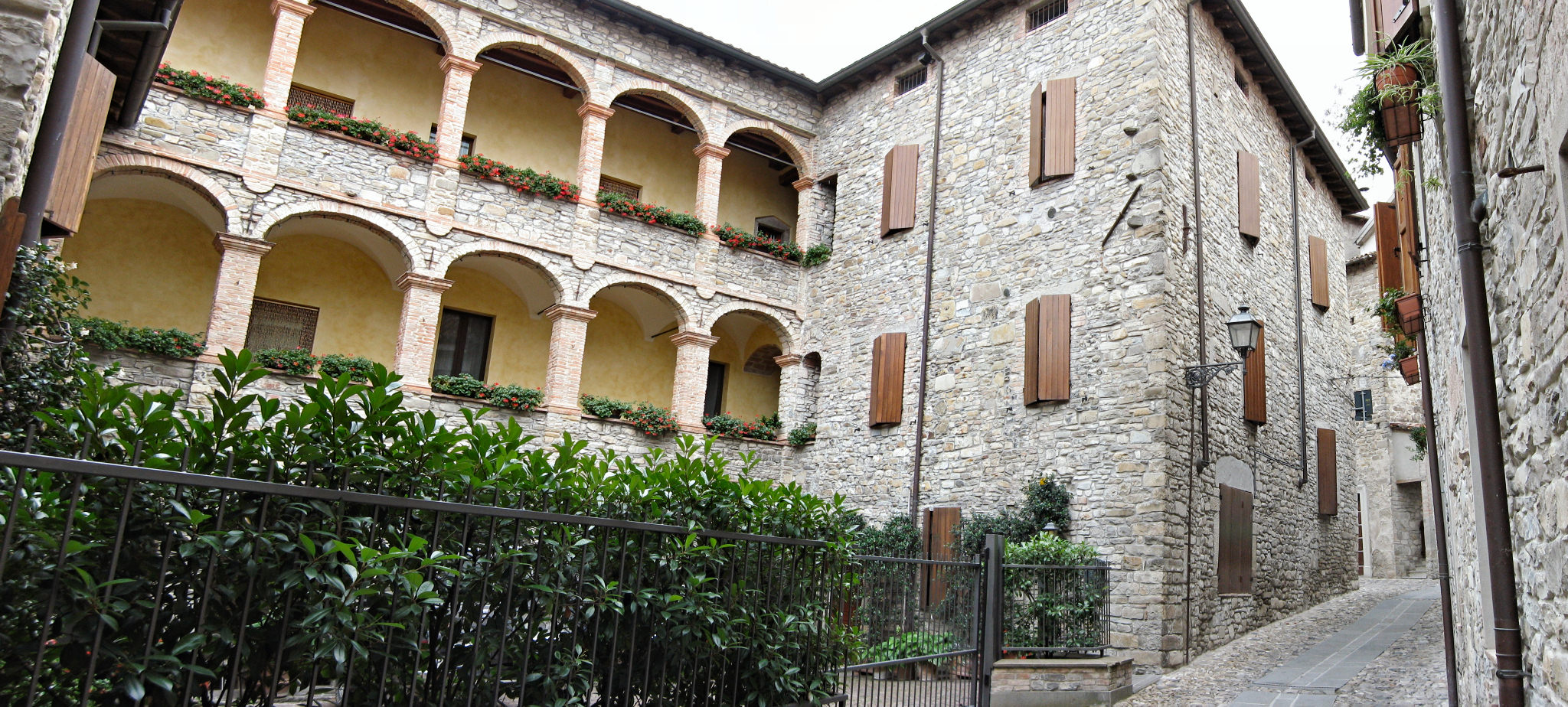
Loggia nel capoluogo
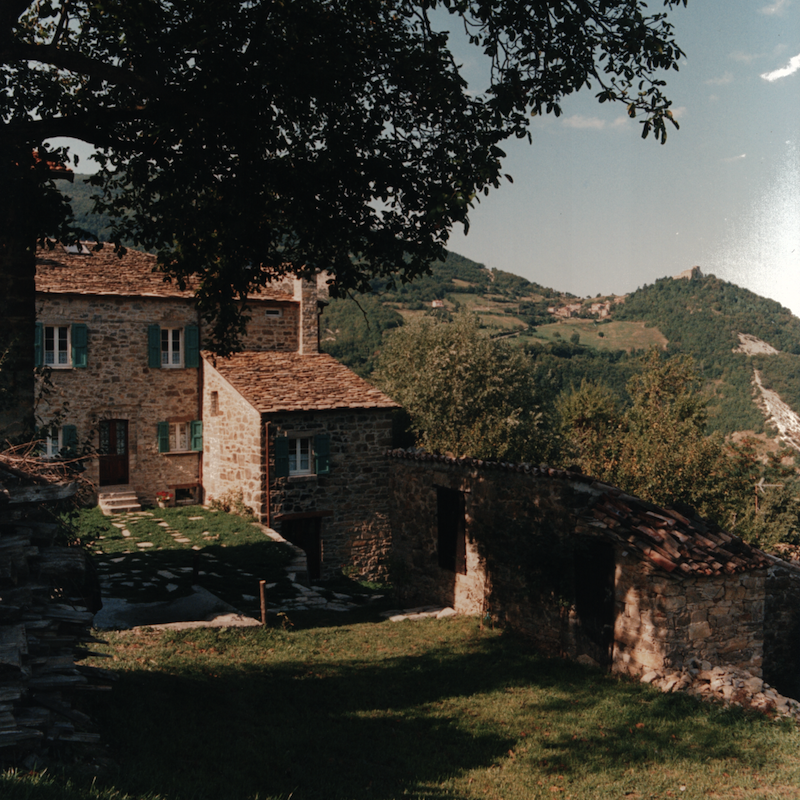
Ravarano
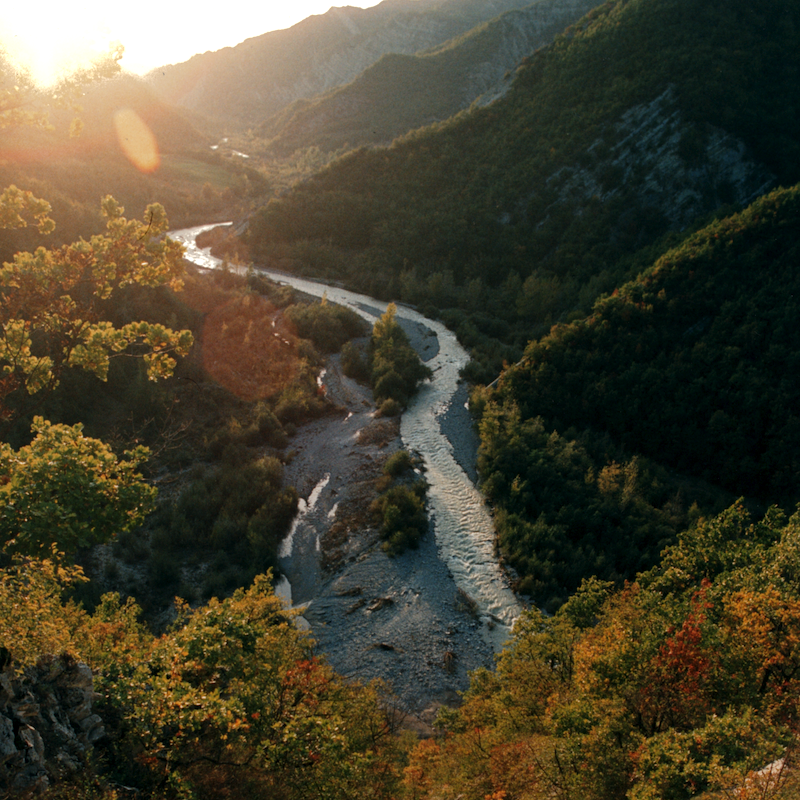
Il torrente Baganza